# Wydział Nauk Społecznych Uniwersytetu w Siedlcach
Wydział Nauk Społecznych Uniwersytetu w Siedlcach – jeden z 5 wydziałów Uniwersytetu w Siedlcach.

## Historia
Wydział Nauk Ekonomicznych i Prawnych (do 30.09.2012 r. Wydział Zarządzania) jest jednym z czterech wydziałów funkcjonujących w ramach Uniwersytetu Przyrodniczo-Humanistycznego w Siedlcach.
Podstawą utworzenia Wydziału Zarządzania było Zarządzenie Ministra Edukacji Narodowej nr 12 z dnia 3 sierpnia 2000 r., w sprawie zmiany organizacyjnej w Akademii Podlaskiej w Siedlcach. W oparciu o powyższą podstawę prawną Zarządzeniem Rektora Akademii Podlaskiej Nr 38/2000 z dnia 23 sierpnia 2000 r. rozpoczął funkcjonowanie w strukturach Akademii Podlaskiej, z dniem 1 września 2000 r., Wydział Zarządzania. Zarządzeniem Rektora Akademii Podlaskiej nr 11/2001 z dnia 28 lutego 2001 r. określono strukturę organizacyjną Wydziału, wyodrębniając dwa instytuty: Instytut Zarządzania i Instytut Nauk Ekonomicznych.
Wydział Zarządzania uległ reorganizacji w 2003 r. Mianowicie na podstawie Zarządzeń Rektora Akademii Podlaskiej nr 12/2003 z dnia 30 stycznia 2003 r. oraz nr 71/2003 z dnia 6 października 2003 r. zniesiono dotychczasowe jednostki organizacyjne Wydziału, tworząc w ich miejsce Instytut Zarządzania i Marketingu oraz Instytut Administracji, Samorządu i Prawa, który powstał z przekształcenia dotychczasowej katedry Instytutu Zarządzania.
Kolejną zmianę, przyniosło Zarządzenie Rektora Uniwersytetu Przyrodniczo – Humanistycznego w Siedlcach nr 83/2012 r. z dnia 27 września 2012 r., na mocy którego Wydział Zarządzania zmienił nazwę na Wydział Nauk Ekonomicznych i Prawnych. Zmiana nazwy podyktowana była przede wszystkim przeobrażeniami w obszarze działalności badawczej i dydaktycznej jednostki, a także zmieniającym się profilem kształcenia.
Od 1 października 2019, zarządzeniem Rektora UPH, Wydział funkcjonuje jako Wydział Nauk Społecznych. Jest największym wydziałem na uniwersytecie, aktualnie studiuje na nim około 3 tys. osób.

## Kierunki kształcenia
Wydział prowadzi kształcenie w trybie stacjonarnym i niestacjonarnym na 10 kierunkach studiów:
- Administracja – studia pierwszego i drugiego stopnia,
- Bezpieczeństwo informacyjne  – studia pierwszego stopnia,
- Bezpieczeństwo narodowe – studia pierwszego i drugiego stopnia,
- Bezpieczeństwo wewnętrzne – studia pierwszego i drugiego stopnia,
- Finanse i rachunkowość – studia pierwszego stopnia,
- Kryminologia – studia pierwszego i drugiego stopnia,
- Logistyka – studia pierwszego i drugiego stopnia,
- Pedagogika – studia pierwszego i drugiego stopnia,
- Pedagogika specjalna – studia pierwszego i drugiego stopnia oraz jednolite magisterskie,
- Pedagogika przedszkolna i wczesnoszkolna – studia jednolite magisterskie,
- Prawo – studia jednolite magisterskie,
- Zarządzanie  – studia pierwszego i drugiego stopnia.

## Struktura organizacyjna
| Instytut                                 | Dyrektor                      | Wicedyrektor                 |
| ---------------------------------------- | ----------------------------- | ---------------------------- |
| Instytut Nauk o Bezpieczeństwie          | dr hab. Krzysztof Drabik      | dr Marlena Drygiel-Bielińska |
| Instytut Nauk o Polityce i Administracji | dr hab. Arkadiusz Indraszczyk | dr hab. Dorota Strus         |
| Instytut Nauk o Zarządzaniu i Jakości    | dr hab. Grzegorz Pietrek      | dr Monika Wakuła             |
| Instytut Pedagogiki                      | dr hab. Janina Florczykiewicz | dr Renata Matysiuk           |

## Poczet dziekanów
1. prof. dr hab. Władysław Ratyński (2000-2002)
2. prof. dr hab. Julian Skrzyp (2002-2005)
3. dr hab. Jerzy Paśnik (2005-2008)
4. dr hab. Jarosław Stanisław Kardas (2008-2016)
5. dr hab. Marek Cisek (2016-2020)
6. dr hab. Malina Kaszuba (2020-2024)
7. dr hab. Stanisław Topolewski (od 2024)

## Władze Wydziału
W kadencji 2020–2024:
| Stanowisko | Imię i nazwisko        |
| ---------- | ---------------------- |
| Dziekan    | dr hab. Malina Kaszuba |
| Prodziekan | dr inż. Anna Rak       |
| Prodziekan | dr Marcin Chrząścik    |

W kadencji 2024–2028:
| Stanowisko | Imię i nazwisko              |
| ---------- | ---------------------------- |
| Dziekan    | dr hab. Stanisław Topolewski |
| Prodziekan | dr Agnieszka Araucz-Boruc    |
| Prodziekan | dr Radosław Korneć           |

## Wykładowcy wydziału[14][15][16][17]
prof. dr hab. Ryszard Bera, dr hab. inż. Robert Białoskórski, dr hab. Adam Bobryk, dr hab. Marek Cisek (do 2021 r.), dr hab. Krzysztof Drabik, dr hab. Stanisław Faliński, prof dr hab. Włodzimierz Fehler, dr hab. Janina Florczykiewicz, dr hab. Jerzy Paweł Gieorgica (do 2021 r.), dr hab. Andrzej Glen, dr hab. Wojciech Gonet, prof. dr hab. Stanisław Hoc, prof. dr hab. Brunon Hołyst, dr hab. Arkadiusz Indraszczyk, prof. dr hab. Tomasz Jałowiec, prof. dr hab. Stanisław Jarmoszko, prof. dr hab. Romuald Kalinowski, dr hab. Cezary Kalita, dr hab. Jarosław Kardas, dr hab. Malina Kaszuba, dr hab. Anna Klim-Klimaszewska, dr hab. Jerzy Kolarzowski, dr hab. Mariusz Kubiak, dr hab. Norbert Malec, dr hab. Anna Marciniuk-Kluska, prof. dr hab. Maciej Marszałek, prof. dr hab. Mirosław Minkina, dr hab. Bartosz Nowakowski, dr hab. Urszula Nowicka, dr hab. Jerzy Paśnik (do 2017 r.), prof. dr hab. inż. Krystyna Pieniak-Lendzion, dr hab. Grzegorz Pietrek, prof. dr hab. Marian Podstawka, dr hab. Krzysztof Prokop, dr hab. Krzysztof Przybycień, prof. dr hab. Jan Rajchel, prof dr hab. Elżbieta Skrzypek (do 2019 r.), dr hab. Sławomir Robert Sobczak, dr hab. Dorota Strus, dr hab. Paweł Szmitkowski, dr hab. Adam Szpaderski (2015-2017), dr hab. Stanisław Topolewski, dr hab. Urszula Tyluś, dr hab. Wioletta Wereda, dr hab. Marzena Wójcik-Augustyniak, prof dr hab. Wanda Wójtowicz, dr hab. Józef Wróbel, dr hab. Andrzej Wrzyszcz, dr hab. inż. Henryk Wyrębek, dr hab. Tamara Zacharuk, prof. dr hab. Jacek Zieliński, dr hab. Hanna Żuraw.